# Montmartre (Ramon Casas)
Montmarte és una pintura sobre tela feta per Ramon Casas entre 1890 i 1891 i actualment conservada a la Biblioteca Museu Víctor Balaguer, amb el número de registre 1651 d'ençà que va ingressar el 1956.

## Descripció
Ramon Casas pintà aquest quadre durant la seva tercera estada a París. Probablement des del seu pis, situat al barri de Montmartre a la zona del Moulin de la Galette (que s'observa al fons del quadre). En aquells moments, era el barri per excel·lència dels artistes.
El fred intens de París i la característica llum grisa de la ciutat es troben perfectament expressats en aquesta pintura. I el punt de vista elevat comporta que els objectes perdin la línia i el contorn, potenciant l'estil impressionista d'aquesta obra. Pel que fa a l'ús del color hi ha un fort predomini de tons grisos sobre els que destaca el blanc dels fanals encesos. Un ús dels grisos que recorda a altres pintors impressionistes com Manet, Degas i Whistler.
Casas coneixia molt bé l'impressionisme francès, ja que l'any 1881 ja havia estat a París com a deixeble del pintor Carolus Duran i posteriorment assistí a l'Académie Gervex i va poder visitar les mostres que feien a la ciutat els pintors impressionistes del moment com Manet, Degas, Renoir o Monet, entre d'altres.
A la part inferior esquerra de l'obra hi havia una dedicatòria: "A l'amic Plandiura", que ha estat esborrada. És probable que Casas regalés aquesta obra al col·leccionista que complementava les seves col·leccions amb obres de petit format que li regalaven els pintors dels quals adquiria obra. La signatura de l'obra, amb un traç que pertany a moments posteriors a la seva realització, fa pensar que el quadre va estar en mans de pintor durant un temps fins que aquest li regalà a Plandiura.
Posteriorment el quadre passà al Museu Víctor Balaguer, formant part de l'anomenat Llegat 56, que englobava la col·lecció Lluís Plandiura- Victòria González. Un conjunt de 150 pintures de petit format d'artistes catalans de renom.
El 2012 va viatjar a París per ser mostrat en l'exposició temporal Bohèmes, al Grand Palais.